# Igreja Confessante
Igreja Confessante ou Igreja Confessional (Alemão: Bekennende Kirche) foi um movimento cristão minoritário de resistência ao Partido Nazista na Alemanha. 
Em 1933, o Gleichschaltung forçou as Igrejas Protestantes a entrarem para a Igreja Protestante do Reich e apoiar a ideologia Nazista. A Igreja Confessante foi criada em setembro do mesmo ano como um grupo clandestino da resistência alemã. Em 1934, a Declaração Teológica de Barmen, escrita primariamente por Karl Barth com o apoio de outros pastores e congregações da Igreja Confessante, foi ratificada no Sínodo de Barmen, reafirmando que a Igreja Protestante Alemã não era um órgão do Estado, com o propósito de reforçar o Nazismo, mas um grupo sujeito apenas a Jesus Cristo e seu Evangelho. 
No mesmo ano o Pastor luterano Martin Niemöller tornou-se líder da Igreja Confessante, motivo pelo qual seria preso, julgado e posteriormente mandado a um campo de concentração. Simultaneamente a Igreja Confessante teve seus bens confiscados e vários de seus pastores foram presos. Isso e outras medidas tomadas pelos nazistas acarretaram no fechamento da igreja.

## Declaração Teológica de Barmen

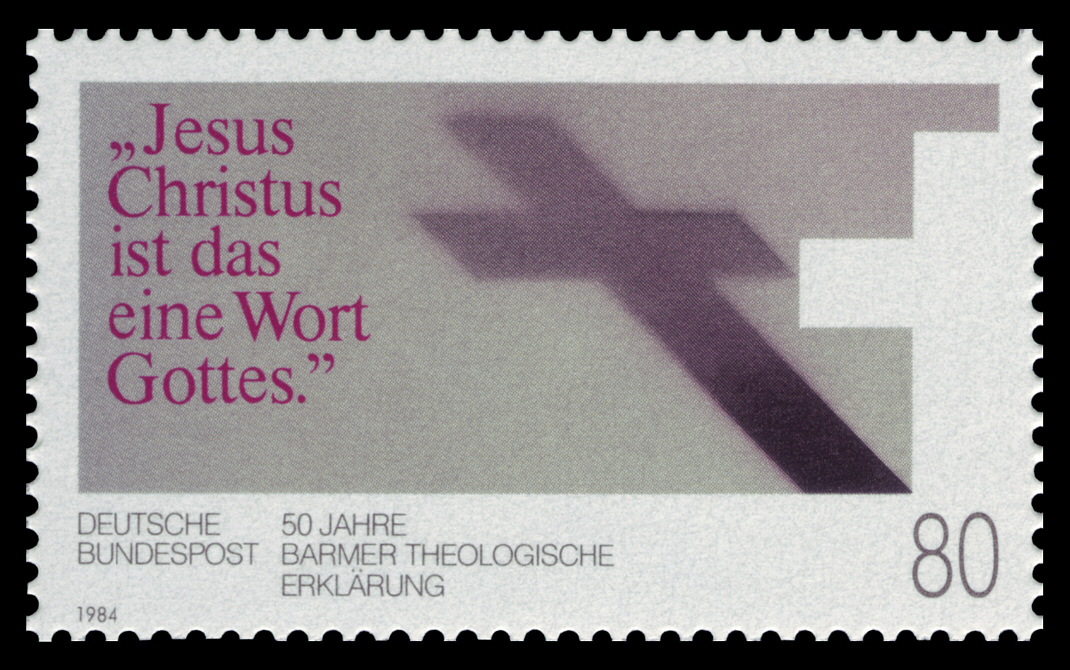
Selo postal alemão: "Jesus Cristo é a única Palavra de Deus. 50 anos da Declaração Teológica de Barmen."

Foi preparada por Karl Barth, que era membro da Igreja Reformada da Suíça, e por Hans Asmussen, membro da Igreja Luterana da Suécia, onde reconheceram e confessaram a autoridade única de Jesus Cristo sobre a Igreja, rejeitando a autoridade eclesiástica instalada pelo Reich de Hitler
Enquanto o poder constituído tentava estabelecer uma "unidade" da igreja no Estado, a Igreja Confessante surgia não para formação de uma nova igreja, mas para a unidade das igrejas em torno da Confissão de Fé existente nas igrejas protestantes.
Os membros das Igrejas Luterana, Reformada e Unida redigiram um texto em que as igrejas confessavam o mesmo credo e eram unânimes em pensamentos contra a instituição de uma igreja que chamaram "uma falsa doutrina, fazendo uso da força e de práticas insinceras".
Pelo teor inicial da Declaração se observa que a propaganda nazista já apontava os que se opunham a tentativa do Estado nazista em criar uma única igreja evangélica em torno do Reich como uma igreja "contrária à unidade da nação alemã".
Na Declaração Teológica de Barmen, citava-se inicialmente os artigos da Constituição da Igreja Evangélica Alemã, reconhecida pelo Governo do Reich em 14 de Julho de 1933 e a seguir os criticava as intenções que agora se apresentavam dissimuladas.
Pontuava a ameaça à unidade da igreja que o Reich tentou dissimuladamente criar um ano antes e depois introduzir nessa igreja evangélica supostamente unida elementos "estranhos" a doutrina bem como autoridade humana de ditos "cristãos alemães", o que passou a constituir a pagã Igreja do Reich.

Ela se acha ameaçada pelos métodos de ensino e de ação do partido eclesiástico dominante dos «cristãos alemães» e pela administração da Igreja conduzido por ele. Esses métodos se vêm tornando cada vez mais salientes neste primeiro ano de existência da Igreja Evangélica Alemã. Essa ameaça reside no fato de que a base teológica da unidade da Igreja Evangélica Alemã tem sido contrariada contínua e sistematicamente e tornada ineficaz por doutrinas estranhas...

A Igreja Confessante rejeitava:

Face dos erros dos «cristãos alemães» da presente administração da Igreja do Reich(...) Rejeitamos a falsa doutrina de que a Igreja teria o dever de reconhecer - além e aparte da Palavra de Deus - ainda outros acontecimentos e poderes, personagens e verdades como fontes da sua pregação e como revelação divina. (...) Rejeitamos a falsa doutrina de que, em nossa existência haveria áreas em que não pertencemos a Jesus Cristo, mas a outros senhores(...) Rejeitamos a falsa doutrina de que à Igreja seria permitido substituir a forma da sua mensagem e organização, a seu bel prazer ou de acordo com as respectivas convicções ideológicas e políticas reinantes. (...) Rejeitamos a falsa doutrina de que a Igreja, desviada deste ministério, poderia dar a si mesma ou permitir que se lhe dessem líderes especiais revestidos de poderes de mando. (...) Rejeitamos a falsa doutrina de que o Estado poderia ultrapassar a sua missão especifica, tornando-se uma diretriz única e totalitária da existência humana, podendo também cumprir desse modo, a missão confiada à Igreja. Rejeitamos a falsa doutrina de que a Igreja poderia e deveria, ultrapassando a sua missão específica, apropriar-se das características, dos deveres e das dignidades estatais, tornando-se assim, ela mesma, um órgão do Estado. (...) Rejeitamos a falsa doutrina de que a Igreja, possuída de arrogância humana, poderia colocar a Palavra e a obra do Senhor a serviço de quaisquer desejos, propósitos e planos escolhidos arbitrariamente.

## Bonhoeffer
Dietrich Bonhoeffer (1906-1945), filho de Karl Bonhoeffer (um respeitado psiquiatra em Berlim) e Paula  Bonhoeffer. Estudou Teologia em Tübingen e Berlim, onde se doutorou aos 21 anos. Aos 25, foi consagrado pastor luterano. Em 1935 Bonhoeffer retornou à Alemanha, aceitando o convite para ser reitor e professor do Seminário da Igreja Confessante.
Entre 1933 e 1935, após uma crise socioeconômica na Alemanha, a insurgente igreja "Cristã Alemã", de caráter oficial, deu força à doutrina ariana de Hitler.
Bonhoeffer se opunha a Hitler desde o início de sua ascensão do poder, através de um programa de rádio.  Inicialmente foi contra a guerra, depois opôs-se às práticas nazistas. Ajudou judeus a fugirem para a Suíça.
Em 1934, participou juntamente a dois mil pastores luteranos na organização da Liga de Emergência dos Pastores, em oposição à igreja oficial controlada pelos nazistas. Essa organização tornou-se a Igreja Confessante.
Com a Igreja Confessante na ilegalidade, em 1940 foi proibido de falar, em 1941 foi proibido de escrever, em 1943 foi preso e em 9 de abril de 1945, aos 39 anos, foi enforcado por ordem expressa de Adolf Hitler.

## Martin Niemöller
Martin Niemöller (1892—1984) foi um pastor luterano alemão e o autor da conhecida citação contra o pecado de omissão no período do nazismo:

"Quando os nazistas levaram os comunistas, eu calei-me, porque, afinal, eu não era comunista. Quando eles prenderam os sociais-democratas, eu calei-me, porque, afinal, eu não era social-democrata. Quando eles levaram os sindicalistas, eu não protestei, porque, afinal, eu não era sindicalista. Quando levaram os judeus, eu não protestei, porque, afinal, eu não era judeu. Quando eles me levaram, não havia mais quem protestasse"

Niemöller foi soldado da marinha de carreira antes de se tornar pastor. Como comandante de submarino havia lutado na Primeira Guerra Mundial, era conservador (nacionalista), um patriota, e concordava com a filosofia anticomunista dos nazistas, por isso suas palavras eram uma promoção à reflexão pessoal de cada alemão que não se sentia atingido. Efetivamente não fora omisso às ações do Nazismo, posto que ao observar as intenções de Hitler inicialmente “ambicionou incutir-lhe um tanto de sensatez”, contudo em 1933 se opôs diretamente com a tentativa de Hitler em dominar a Igreja Luterana e Reformada impondo-lhe o movimento neopagão dos ditos "Cristãos Germânicos" da Igreja do Reich e de seu bispo Ludwig Müller. Protesta contra a aplicação do "parágrafo ariano" na Igreja e a falsificação da doutrina bíblica pelos “Cristãos Germânicos” de ideologia nazista pagã. Para impedir a segregação de cristãos de origem judaica, ele criou no outono de 1933, com Dietrich Bonhoeffer, a Pfarrernotbund ("Liga de Emergência dos Pastores") para apoiar os pastores de origem judaicas ou casados com mulheres de ascendência judaica. A Liga Pastoral tornou-se a Bekennende Kirche (Igreja Confessante) em 1934, tornando-se um importante centro de resistência alemã protestante ao regime Nazista.
É de junho de 1933 possivelmente o primeiro registro oficial de sua pregação contra o anti-judaísmo:

"A Comunidade que pertencente à Igreja não é determinada pelo sangue e, portanto, não determinada pela raça, mas pelo Espírito Santo e por meio do batismo"

Em setembro de 1933 um terço dos pastores da Igreja Unida assinaram um termo de violação do “parágrafo ariano”, foi o setembro decisivo. Niemöller recusou-se em novembro de 1933 a dar ao Estado os registros de sua igreja onde constariam os antepassados judaicos de seus membros. Este ato foi uma declaração de igualdade entre judeus e não-judeus.
Em 1934, em uma Chancelaria em Berlim, Niemöller confrontou Hitler. Foi proibido de fazer pregações, o que ele não aceita. Em 1935, é preso pela primeira vez e logo libertado. Já era tido nessa época como o mais importante porta-voz da resistência protestante. 
Em 1936, durante os Jogos Olímpicos de Berlim, a Igreja Confessante novamente se manifesta lendo uma carta, subscrita também por Niemöller, onde diversos pastores foram presos durante a leitura da carta, que posteriormente foi publicada nos jornais internacionais:
No manifesto da Igreja Confessante, durante os Jogos Olímpicos de Berlim, pode-se ler:

"Se este sangue, etnia e raça obtém o título honorário de valores eternos, o cristão evangélico é forçado pelo primeiro mandamento a rejeitar esta declaração de valor."

"Na Alemanha, o que se vê como o Estado de Direito ainda são campos de concentração, e o que se vê são que as ações da Polícia Secreta são imunes a qualquer fiscalização jurisdicional."

Em julho de 1937, foi preso novamente por ter criticado as medidas do governo nas suas pregações "de maneira ameaçadora para a paz pública", teria feito declarações hostis e provocadoras" sobre alguns ministros do Reich e, com isto, transgredido o "parágrafo do Chanceler" e a "lei da perfídia". O Tribunal Especial II em Berlim-Moabit o condenou a sete meses de prisão, bem como dois mil marcos de multa. Os juízes consideraram a pena como cumprida, em função do longo tempo de prisão preventiva. Para Hitler, no entanto, a sentença pareceu muito suave e enviou o pastor como seu prisioneiro pessoal para um campo de concentração. Até o fim da guerra, durante mais de sete anos, Martin Niemöller permaneceu preso — inicialmente, no campo de concentração de Sachsenhausen, depois no de Dachau.